# Уммендорф (Биберах)
Уммендорф (нем. Ummendorf) — община в Германии, в земле Баден-Вюртемберг.
Подчиняется административному округу Тюбинген. Входит в состав района Биберах. Население составляет 4353 человека (на 31 декабря 2010 года). Занимает площадь 20,66 км².
Коммуна подразделяется на 2 сельских округа.